# Brian Masaba
Brian Masaba (* 22. September 1991 in Kampala, Uganda) ist ein ugandischer Cricketspieler, der seit 2012 für die ugandische Nationalmannschaft spielt und seit 2019 ihr Kapitän ist.

## Aktive Karriere
Masaba gab sein Debüt für die Nationalmannschaft beim ICC World Twenty20 Qualifier 2012. Das erste offizielle Twenty20 bestritt er im Mai 2019 in der Afrika-Qualifikation für die Weltmeisterschaft gegen Ghana. Im November 2019 wurde er zum Kapitän des Nationalteams benannt. Beim East Africa Cup 2023 erreichte er gegen Tansania 3 Wickets für 8 Runs. Im November 2023 führte er das Team als Kapitän in der Afrika-Qualifikation für die nächste Twenty20-Weltmeisterschaft erstmals zu einem Weltturnier.